# Madame Camille
Madame Camille var en fransk modedesigner.
Hon var couturière och designade kläder. Hon tillhörde de ledande designerna inom fransk modeindustri vid 1800-talets mitt, och nämns vid sidan av Madame Vignon, Madame Palmyre och Madame Victorine.